# Dondra Head
Der Dondra Head (auch Dondra Point, singhalesisch දෙවුන්දර තුඩුව Devundara Tuḍuva) ist der südlichste Punkt Sri Lankas in Form einer kleinen Halbinsel. Auf ihr liegt ein großer Teil der Kleinstadt Dondra.

## Geschichte
Der Dondra Head war schon immer von strategischer und geschichtlicher Bedeutung. Im 14. Jahrhundert kam Ibn Battūta, ein Seefahrer aus dem heutigen Marokko, hier vorbei. Er besuchte die berühmten Tempelanlagen an diesem Ort. Auch im 15. Jahrhundert wurde Dondra Head besucht, diesmal vom chinesischen Seefahrer Zheng He aus der frühen Ming-Dynastie. 1587 wurde der berühmte Hindutempel durch den Portugiesen De Sousa d'Arronches zerstört. Der Tondeswaram-Tempel wurde 1998 von Hindus wiederaufgebaut. Hier befindet sich heute auch ein buddhistischer Tempel. Dieser Komplex steht im Norden des Dondra Head.

## Sehenswertes
Auf der Halbinsel befinden sich mehrere Tempelanlagen, sowohl hinduistische als auch buddhistische Tempel. Des Weiteren liegt an der Westküste des Dondra Head der Hafen von Dondra. Dieser dient überwiegend der Fischerei. Im Nordosten schließt die Halbinsel mit dem Donda Beach ab. An der Südspitze steht der Leuchtturm Dondra Head.